# Seznam skladatelů vážné hudby, R
Seznam skladatelů vážné hudby podle abecedy:
A – B –
C – Č –
D – E – 
F – G –
H – Ch –
I – J –
K – L –
M – N –
O – P –
Q – R –
Ř – S –
Š – T –
U – V –
W – X –
Y – Z –
Ž

## Ra
- Niels Otto Raasted (1888–1996)
- Jaan Raats (1932)
- Henri Rabaud (1873–1949)
- Francois Rabbath (1931)
- Folke Rabe (1935)
- Walter Rabl (1873–1940)
- Sergej Rachmaninov (1873–1943)
- Antanas Raciunas (1906–1984)
- Johann Rudolph Radeck (1610–1663)
- Martin Radeck (1640–1684)
- Enrico Antonio Radesca (1570–1625)
- Felice Alessandro Radicati (1775–1820)
- Aladár Radó (1882–1914)
- Baron Wenzel Ludwig von Radolt (1667–1716)
- Jean-Théodore Radoux (1835–1911)
- Jean-Toussaint Radoux (1825–1889)
- Charles Radoux-Rogier (1877–1952)
- Horatiu Radulescu (1942–2008)
- Macij Radziwell (1751–1800)
- Morten Raehs (1702–1766)
- Ignác Rafael (1762–1799)
- Joachim Raff (1822–1882)
- Angelo Ragazzi (1680–1750)
- Louis-Charles Ragué (1760–1793)
- Josef Raha (1902–?)
- Allah Rakha Rahman (1967)
- Kaljo Raid (1922–2005)
- Miroslav Raichl (1930–1998)
- Raimbaut de Vaqueiras (1150–1207)
- Raimon de Miraval (1185–1229)
- Ignazio Raimondi (1735–1813)
- Andre Raison (1645–1719)
- Väinö Raitio (1891–1945)
- Alexander Rajčev (1922–2003)
- Stanoljo Rajičič (1910–2000)
- Ľudovít Rajter (1906–2000)
- Štěpán Rak (1945)
- David Rakowski (1958)
- Jean-Philippe Rameau (1683–1764)
- Phillip Ramey (1939)
- Imant Raminsh (1943)
- Ariel Ramirez (1921)
- Domenico Rampini (1765–1816)
- Giacomo Rampini (1680–1760)
- Mattio Rampollini (1497–1553)
- Robert Ramsey (1595–1644)
- Paul Ramsier (1937)
- Wilhelm Ramsoe (1837–1895)
- Shulamit Ran (1949)
- Alberto Randegger (1832) (1832–1911)
- Alberto Randegger (1880) (1880–1918)
- Benedikt Randhartinger (1802–1893)
- Bernard Rands (1935)
- Ture Rangström (1884–1947)
- Behzad Ranjbaran (1955)
- György Ranki (1907–1992)
- Karl Rankl (1898–1968)
- Sulho Ranta (1901–1960)
- Günter Raphael (1903–1960)
- Sam Raphling (1910–1988)
- Iscar Rasbach (1888–1975)
- Andreas Raseghi (1964)
- Andreas Raselius (1563–1602)
- Hassan Rasheed (1896–1969)
- Francesco Rasi (1574–1620)
- Karl Aage Rasmussen (1947)
- Sunleif Rasmussen (1961)
- Francois Rasse (1873–1955)
- Joseph Rastrelli (1799–1842)
- Michal Rataj (1975)
- Emile-Pierre Ratez (1851–1934)
- Karol Rathaus (1895–1954)
- Johann Valentin Rathgeber (1682–1750)
- Leonard Gilbert Ratner (1916)
- Andreas Rauch (1592–1656)
- František Rauch (1910–1996)
- Georg Wilhelm Rauchenecker (1844–1906)
- Hermann Friedrich Raupach (1758–1778)
- Julius Rauscher (1859–1929)
- Einojuhani Rautavaara (1928)
- Matti Rautio (1922)
- Matteo Rauzzini (1754–1791)
- Venanzio Rauzzini (1746–1810)
- Oreste Ravanello (1871–1938)
- Carlo Ravasenga (1891–1964)
- Maurice Ravel (1875–1937)
- Thomas Ravenscroft (1590–1633)
- Jean Henri Ravina (1818–1906)
- Hans Mikkelsen Ravn (1610–1663)
- Alan Rawsthorne (1905–1971)
- Noel Rawsthorne (1929)
- Don Brandon Ray (1926–2005)
- Clarence Raybould (1886–1972)
- Fred Raymond (1900–1954)
- Giovanni Razzi (1531–1611)

## Re
- Gardner Read (1913–2005)
- Thomas L. Read (1938)
- Paul Reade (1943–1997)
- Francois Rebel (1701–1775)
- Jean-Féry Rebel (1666–1747)
- Joao Lourenco Rebelo (1610–1661)
- Henri Reber (1807–1880)
- Vladimir Ivanovič Rebikov (1866–1920)
- Rune Rebne (1961)
- Siegfried Reda (1916–1968)
- Joseph Deighn Redding (1859–1932)
- John Redford (?–1547)
- Roger Redgate (1958)
- Richard Redhead (1820–1901)
- Alfred Reed (1921–2005)
- H. Owen Reed (1910)
- Emil Reesen (1887–1964)
- William Reeve (1757–1815)
- Licinio Refice (1883–1954)
- Constantin Regamey (1907–1982)
- Max Reger (1873–1916)
- Pietro Reggio (1632–1685)
- Johannes Regis (1425–1496)
- Jacob Regnart (1545–1599)
- Hermann Regner (1928–2008)
- Giulio Regondi (1822–1872)
- Karin Rehnqvist (1957)
- Herman Rechberger (1947)
- Igor Rechin (1941)
- Per Reidarson (1879–1954)
- Steve Reich (1936)
- Johann Friedrich Reichardt (1752–1814)
- Gottfried Reiche (1667–1734)
- Friedrich Reichel (1833–1889)
- Antonín Reichenauer (1694–1730)
- Leopold Reichwein (1878–1975)
- Tommy Reilly (1919–2000)
- Aribert Reimann (1936)
- Heinrich Reimann (1850–1906)
- Walter Rein (1893–1955)
- Alexander Reinagle (1756–1809)
- Jiří Reinberger (1914–1977)
- Johann Adam Reincken (1623–1722)
- Constantin Reindl (1738–1799)
- Carl Reinecke (1824–1910)
- Karel Reiner (1910–1979)
- Heinrich Reinhardt (1865–1922)
- Johann Georg Reinhardt (1676–1742)
- Hugo Reinhold (1854–1935)
- Béla Reinitz (1878–1943)
- Jan Adam Reinken (1623–1722)
- Reinmar von Hagenau (?–1205)
- Karl Reinthaler (1822–1896)
- Dilermando Reis (1916–1977)
- Jay Reise (1950)
- Alois Reiser (1884–1977)
- August Reismann (1825–1903)
- Julie Reisserová (1888–1938)
- Carl Gottlieb Reissiger (1798–1859)
- Friedrich August Reissiger (1809–1883)
- Josef Reiter (1862–1939)
- Franz Reizenstein (1911–1968)
- Antonín Rejcha (1770–1836)
- Josef Rejcha (1752–1795)
- Radek Rejšek (1959)
- Antanas Rekašius (1928–2003)
- John Relfe (1763–1837)
- Johann Carl Friedrich Rellstab (1759–1813)
- Stefan Remenkov (1923–1988)
- Elinor Remick Warren (1900–1991)
- W. A. Rémy (1831–1898)
- Marta Garcia Renart (1942)
- Albert Renaud (1855–1924)
- Alfonso Rendano (1853–1931)
- Sergio Rendine (1954–2023)
- Richard Rendleman (1949)
- Henriette Renie (1875–1956)
- Paolo Renosto (1935)
- Friedhelm Rentzsch (1955–2004)
- Pail Reof (1910–1978)
- Sandor Reschofsky (1887–1972)
- Balthazar Resinarius (?–1544)
- Ottorino Respighi (1879–1936)
- Julius Reubke (1834–1858)
- Eugene Reuchsel (1900–1988)
- Wilhelm Reuling (1802–1879)
- Esaias Reusner (1636–1679)
- August Reuss (1871–1935)
- Georg von Reutter (1708–1772)
- Hermann Reutter (1900–1985)
- Silvestre Revueltas (1899–1940)
- Cemal Resit Rey (1904–1985)
- Jean-Baptiste Rey (1734–1810)
- Ernest Reyer (1823–1909)
- Jakub Reys (1550–1605)
- Emil Nikolaus von Reznicek (1860–1945)

## Rh–Rj
- Georg Rhaw (1488–1548)
- Joseph Gabriel Rheinberger (1839–1901)
- Christoph Rheineck (1748–1797)
- Philip Rhodes (1940)
- Emilios Riadis (1885–1935)
- Antal Ribáry (1924–1992)
- Constantino Riberti (1700–1773)
- Giulio Riberti (1829–1891)
- Federico Ricci (1809–1877)
- Luigi Ricci (1805–1859)
- Benedetto Riccio (1678–1710)
- Giovanni Battista Riccio (1570–1630)
- Primo Riccitelli (1875–1941)
- Karl August Riccius (1830–1893)
- Edward Everrett Rice (1848–1924)
- Giulio Ricordi (1840–1912)
- Alistair Riddell (1955)
- Alan Ridout (1934–1996)
- Godfrey Ridout (1918–1984)
- Bartolomaus Riedl (?–1688)
- Václav Riedlbauch (1947)
- Teresa Clotilde del Riego (1876–1968)
- Gottfried Riegr (1764–1855)
- Ferdinand Ries (1784–1838)
- Vittorio Rieti (1898–1994)
- Heinrich Rietsch (1860–1927)
- Julius Rietz (1812–1877)
- Giovanni Antonio Rigatti (1615–1649)
- Henri-Jean Rigel (1772–1852)
- Henri-Joseph Rigel (1741–1799)
- Vincenzo Righini (1756–1812)
- Wolfgang Rihm (1952)
- Gladys Rich (1892–1972)
- Jean Richafort (1480–1547)
- Henry Brinley Richards (1817–1885)
- Alan Richardson (1904–1978)
- Ernst Friedrich Richter (1808–1879)
- Ferdinand Tobias Richter (1651–1711)
- František Xaver Richter (1709–1789)
- Johann Christoph Richter (1700–1785)
- Marga Richter (1926)
- Nico Richter (1915–1945)
- Nicolaus Richter de Vroe (1955)
- Knudage Riisager (1897–1974)
- Adolf Riis-Magnussen (1886–1950)
- Denis Riley (1943–1999)
- Terry Riley (1935)
- Helmuth Rilling (1933)
- Nikolaj Andrejevič Rimskij-Korsakov (1844–1908)
- di Capua Rinaldo (1705–1780)
- Rinaldo dall'Arpa (15??–1603)
- Johann Heinrich Christian Rinck (1770–1846)
- Oluf Ring (1884–1946)
- Rolf Urs Ringger (1935)
- Leon Ringuet (1858–1932)
- Alvaro de los Rios (1580–1623)
- Philipp Jakob Riotte (1776–1856)
- Alberto da Ripa (1500–1551)
- Guiraut Riquier (1230–1300)
- Indra Rise (1961)
- Anna Priscilla Risher (1875–1946)
- Karel Risinger (1920–2008)
- Salvatore Rispoli (1736–1812)
- Andre Ristic (1972)
- Giovanni Alberto Ristori (1692–1753)
- Anthony Ritchie (1960)
- John Ritchie (1921)
- Alexander Ritter (1833–1896)
- August Gotfried Ritter (1811–1885)
- Georg Wenzel Ritter (1748–1808)
- Christian Ritter (1645–1725)
- Peter Ritter (1763–1846)
- Philipp Jakob Rittler (1637–1690)
- Théodore Rittler (1841–1886)
- Peter Ritzen (1956)
- Carlos Rafael Rivera (1970)
- Jean Rivier (1896–1987)
- Josef Rixner (1902–1973)
- Luis Fernando Rizo-Salom (1971)
- Vladimir Vladimirovič Rjabov (1950)

## Ro
- Francois Roberday (1624–1680)
- Martial Robert (1964)
- Jeremy Dale Roberts (1934)
- Lee S. Roberts (1884–1949)
- Trevor Roberts (1940)
- Alexander-Auguste Robineau (1747–1828)
- Sid Robinovitch (1948)
- Earl Robinson (1910–1997)
- Thomas Robinson (1550–1609)
- William Robinson (1834–1897)
- William James Robjohn (1843–1920)
- Daniel Alomias Robles (1871–1942)
- Martin-Joseph Robson (1817–1884)
- Alfred George Robyn (1860–1935)
- Lodovito Rocca (1895–1986)
- August Röckel (1814–1896)
- Pierre Rode (1774–1830)
- Martin Röder (1851–1895)
- Jean Joseph Rodolphe (1730–1812)
- Joaquín Rodrigo (1901–1999)
- Flausino Rodrigues Vale (1894–1954)
- Amália Rodriguez (1920–1999)
- Robert Xavier Rodriguez (1946)
- Marcela Rodríguez (1951)
- Antonio Rodríguez de Hita (1724–1787)
- George Rodwell (1800–1852)
- Kasper Rofelt (1982)
- Pasqual de Rogatis (1880–1980)
- José Rogel (1829–1901)
- Victor Roger (1853–1903)
- Jean Roger-Ducasse (1873–1954)
- Bernard Rogers (1893–1968)
- John Fitz Rogers (1963)
- Rodney Rogers (1953)
- Sir John Rogers (1780–1847)
- Wayland Rogers (1941)
- Lionel Rogg (1936)
- Dominique Roggen (1948)
- Philippe Rogier (1561–1596)
- Jean Rogister (1879–1964)
- Riccardo Rognoni (1550–1620)
- Francesco Rognoni Taeggio (1585–1624)
- Ludomír Rogowski (1881–1954)
- Gustaw Roguski (1839–1924)
- Ernst Rohloff (1899–1983)
- Hugo Röhr (1866–1937)
- George Rochberg (1918–2005)
- Jean Baptiste Rochefort (1746–1819)
- Uros Rojko (1954)
- Martin Rokeach (1953)
- Alexis Roland-Manuel (1891–1966)
- Etienne Rolin (1952)
- Alessandro Rolla (1757–1841)
- Johann Heinrich Rolle (1716–1785)
- Johann Georg Rollig (1710–1790)
- Karl Leopold Röllig (1754–1804)
- Jean Rollin (1906–1977)
- Jose Rolon (1886–1945)
- Johann Helmich Roman (1694–1758)
- Carlo Romani (1824–1875)
- Pietro Romani (1791–1877)
- Stefano Romani (1778–1850)
- Otto Romanowski (1952)
- Andreas Jakob Romberg (1767–1821)
- Bernhard Heinrich Romberg (1767–1841)
- Sigmund Romberg (1887–1951)
- Celedonio Romero (1913–1996)
- Mateo Romero (1575–1647)
- Landon Ronald (1873–1938)
- Jean-Baptiste Rongé (1825–1882)
- Matthias Ronnefeld (1959–1986)
- Peter Ronnefeld (1935–1965)
- Robert Ronnes (1959)
- Julius Röntgen (1855–1932)
- Gustav Roob (1879–1947)
- William Michael Rook (1794–1847)
- J. Willard Roosevelt (1918–2008)
- Jan Van der Roost (1956)
- Cyril Rootham (1875–1937)
- Joseph Guy Marie Ropartz (1864–1955)
- Jiří Ropek (1922–2005)
- Cipriano de Rore (1515–1565)
- Ned Rorem (1923)
- Antonio Rosales (1740–1801)
- Cyrille Rose (1830–1902)
- Thomas Roseingrave (1690–1766)
- Artur Rösel (1859–1934)
- Lars-Erik Rosell (1944–2005)
- Ronald Roseman (1933–2000)
- Jerome Rosen (1921)
- Borge Rosenbaum (1909–2000)
- Hilding Rosenberg (1892–1985)
- Gerhard Rosenfeld (1931–2003)
- Aemilian Rosengart (1757–1810)
- Jacob Rosenhein (1813–1894)
- Václav Josef Rosenkranz (1797–1861)
- Leonard Rosenman (1924–2008)
- Johann Rosenmüller (1619–1684)
- Laurence Rosenthal (1926)
- Manuel Rosenthal (1904–2003)
- Helmut Rosenvald (1929)
- Morris Rosenzweig (1952)
- Franz de Paul Roser (1779–1830)
- Antonio Rosetti (1750–1792)
- Niels Rosing-Schow (1954)
- Jozef Rosinský (1897–1973)
- Carl Walter Roskott (1953–2008)
- Nikolaj Andrejevič Roslavec (1880–1944)
- Ján Jozef Rösler (1771–1813)
- Arnold Rosner (1945)
- Solomon Rosowsky (1878–1962)
- Walter Ross (1936)
- Frederick Rosse (1867–1940)
- Norbert Rosseau (1907–1975)
- Renzo Rossellini (1908–1982)
- Philip Rosseter (1567–1623)
- Pietro Rossetti (1659–1709)
- Abbate Francesco Rossi (1627–16??)
- Francesco Rossi (16??–16??)
- Giovanni Rossi (1828–1886)
- Lauro Rossi (1812–1885)
- Luigi Rossi (1598–1653)
- Michelangelo Rossi (1601–1656)
- Salamone Rossi (1570–1630)
- Gioachino Rossini (1792–1868)
- František Antonín Rössler (1746–1792)
- Nikolaus Rosthius (1542–1622)
- Mstislav Rostropovič (1927–2007)
- Nino Rota (1911–1979)
- Ernst Roters (1892–1961)
- Alec Roth (1948)
- Philipp Röth (1779–1850)
- Ludwig Rottenberg (1864–1932)
- Heinz Röttger (1909–1977)
- Claude Joseph Rouget de Lisle (1760–1836)
- Joey Roukens (1982)
- Christopher Rouse (1949)
- Jean-Jacques Rousseau (1712–1778)
- Samuel-Alexandre Rousseau (1853–1904)
- Albert Roussel (1869–1937)
- Francois Léonard Rouwyzer (1737–1827)
- Patrick Roux (1962)
- Giovanni Rovetta (1595–1668)
- Alec Rowley (1892–1958)
- Edwin Roxburgh (1937)
- Klaus George Roy (1924–2010)
- Joseph Nicolas Pancrace Royer (1700–1755)
- Raymond Rôze (1875–1920)
- Josef Richard Rozkošný (1833–1913)
- Miklós Rózsa (1907–1995)
- Márk Rózsavölgyi (1789–1848)
- Ludomir Rózycki (1884–1953)

## Ru
- Edmund Rubbra (1901–1986)
- Paul Rubens (skladatel) (1875–1917)
- Anton Rubinstein (1829–1894)
- Beryl Rubinstein (1898–1952)
- Marcel Rubinstein (1905–1995)
- Anton Rückauf (1855–1903)
- Alexander Rudajev (1935)
- Poul Ruders (1949)
- Dane Rudhyar (1895–1985)
- Rolf Rudin (1961)
- Gottfried Rüdinger (1886–1946)
- Karel Ferdinand Rudl (1853–1917)
- Antin Rudnytsky (1902–1975)
- Bert Rudolf (1905–1992)
- Jan Rudolf (1788–1831)
- Neuenburg Rudolf von Fenis (1150–1196)
- Witold Rudzinski (1913–2004)
- Zbigniew Rudzinski (1935)
- Josep Maria Ruera (1900–1988)
- Philippe Rüfer (1844–1919)
- Francesco Ruggi (1767–1845)
- Giovanni Maria Ruggieri (16??–17??)
- Charles Ruggiero (1947)
- Carl Ruggles (1876–1971)
- Johann Friedrich Ruhe (1699–1776)
- Mario Ruiz Armengol (1914–2002)
- Lucas Ruiz de Ribayaz (1626–1667)
- Antonio Ruiz-Pipó (1934–1997)
- Bartolomeus Ruloffs (1741–1801)
- Joseph Rumshinsky (1881–1956)
- Frederik Rung (1854–1914)
- Henrik Rung (1807–1871)
- Josip Runjanin (1821–1878)
- Axel Ruoff (1957)
- Henri Ruolz-Montchal (1808–1887)
- Friedrich Christian Ruppe (1771–1834)
- Christian Friedrich Ruppe (1753–1826)
- Martin Ruprecht (1758–1800)
- George Rush (17??–17??)
- Craig Russell (1951)
- William Russell (1777–1813)
- William Russo (1928–2003)
- Friedrich Wilhelm Rust (1739–1796)
- Giacomo Rust (1741–1786)
- Josef Rut (1923–2007)
- Robert Ruthenfranz (1905–1970)
- Giovani Marco Rutini (1723–1797)
- Antoni Rutkowski (1859–1886)
- Eugen Rutte (1855–1903)
- John Rutter (1945)
- Carl Rütti (1949)
- Higinio Ruvalcaba (1905–1976)
- Daniel Ruyneman (1886–1963)
- Peter Ruzicka (1948)
- Ignác Ruzitska (1777–1833)
- József Ruzitska (1775–1823)
- Ivan Růžička (1927)
- Petr Růžička (1936–2007)
- Rudolf Růžička (1941)
- Kateřina Růžičková (1972)
- Jakub Jan Ryba (1765–1815)
- Jaroslav Rybář (1942)
- Feliks Rybicki (1899–1978)
- Kari Rydman (1936)
- Joseph Ryelandt (1870–1965)
- Georg Rygaard (1894–1921)
- Charles Rychlík (1875)
- Jan Rychlík (1916–1964)
- Jiří Rychnovský (15??–1616)
- Piotr Rytel (1884–1970)
- Roman Ryterband (1914–1979)
- Frederic Rzewski (1938)